# 庫努拉納山
14°5′1″S 70°46′11″W / 14.08361°S 70.76972°W
庫努拉納山（Jonorana），是秘魯的山峰，位於該國東南部普諾大區，屬於安第斯山脈中韋爾卡努塔山脈的一部分，處於科伊略爾普紐納山東南面，海拔高度約5,550米。